# Мордяшиха
Мордяшиха — деревня в Свердловской области России, входит в Ирбитское муниципальное образование.

## Географическое положение
Деревня Мордяшиха муниципального образования «Ирбитское муниципальное образование» расположена в 6 километрах (по автотрассе в 7 километрах) к юго-востоку от города Ирбит, на правом берегу реки Ница.

## Население
| 2002 | 2010 | 2021 |
| ---- | ---- | ---- |
| 32   | ↗51  | ↗70  |